# 諾里斯訴愛爾蘭案
諾里斯訴愛爾蘭案（Norris v. Ireland）是愛爾蘭參議員大衛·諾里斯（David Norris）在1988年向歐洲人權法院提起的訴訟案。諾里斯以「愛爾蘭仍存在視成年、合意一致的同性性行為為非法的法律」為由控告這個國家。法院最後根據事由相似的「達吉恩訴英國案」判諾里斯勝訴。

## 外部連結
- 判決書（页面存档备份，存于）（英文）